# Fasciospongia cycni
Fasciospongia cycni är en svampdjursart som först beskrevs av Lendenfeld 1889.  Fasciospongia cycni ingår i släktet Fasciospongia och familjen Thorectidae. Inga underarter finns listade i Catalogue of Life.